# Sankt Georgs kyrka, Dimos Peristeri
Sankt Georgs kyrka (grekiska: Εκκλησία του Αγίου Γεωργίου) är en grekisk-ortodox kyrkobyggnad belägen i kommunen Dimos Peristeri, i staden Aten i regionen Attika, i Grekland.
Kyrkan är helgad åt den romerske martyren, soldaten och helgonet Sankt Göran och tillhör metropolen Peristeri i Greklands kyrka.

## Historik
Sankt Görans kyrka i Dimos Peristeri invigdes den 26 februari 1989.

## Bilder

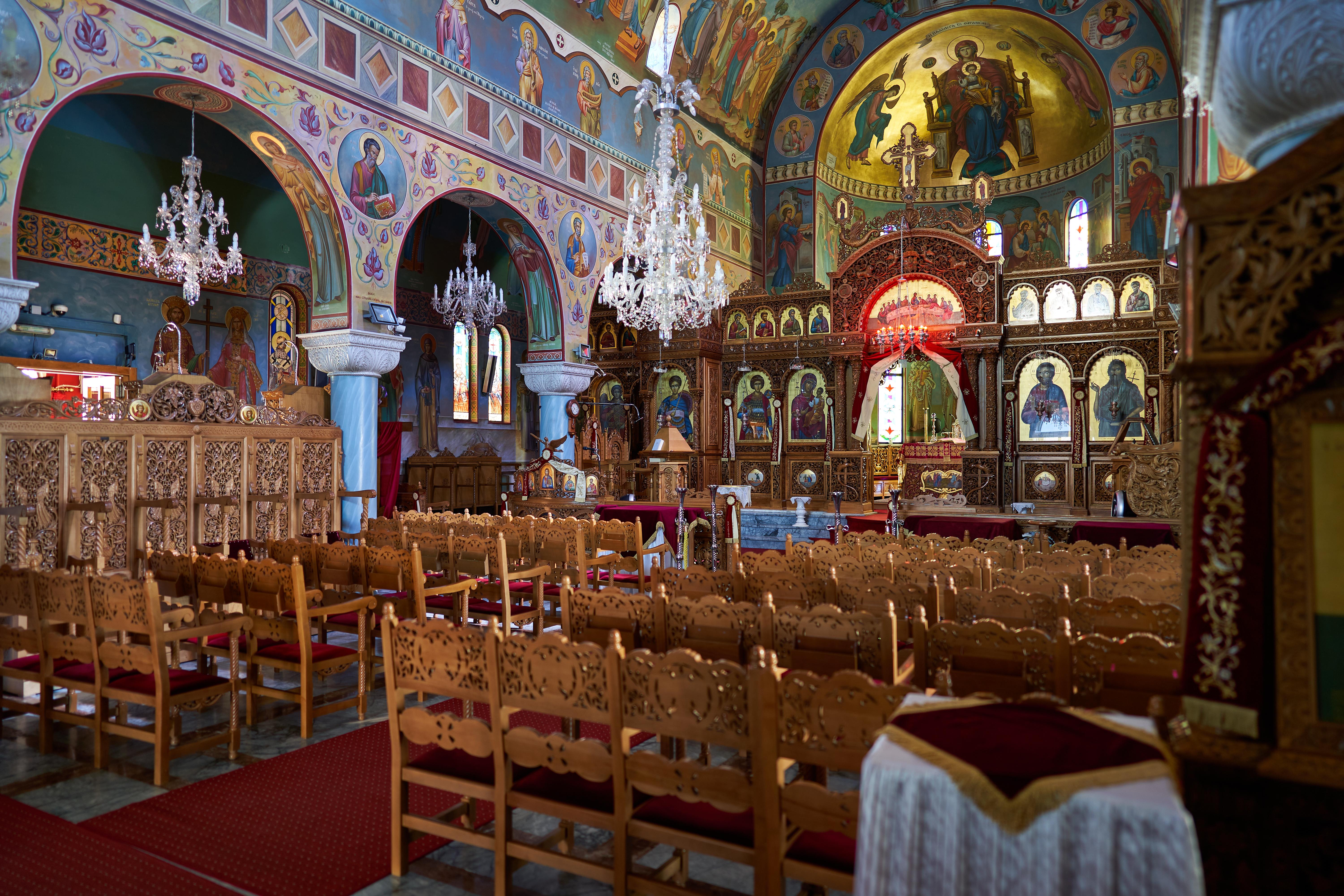
Kyrkans interiör mot ikonostasen.
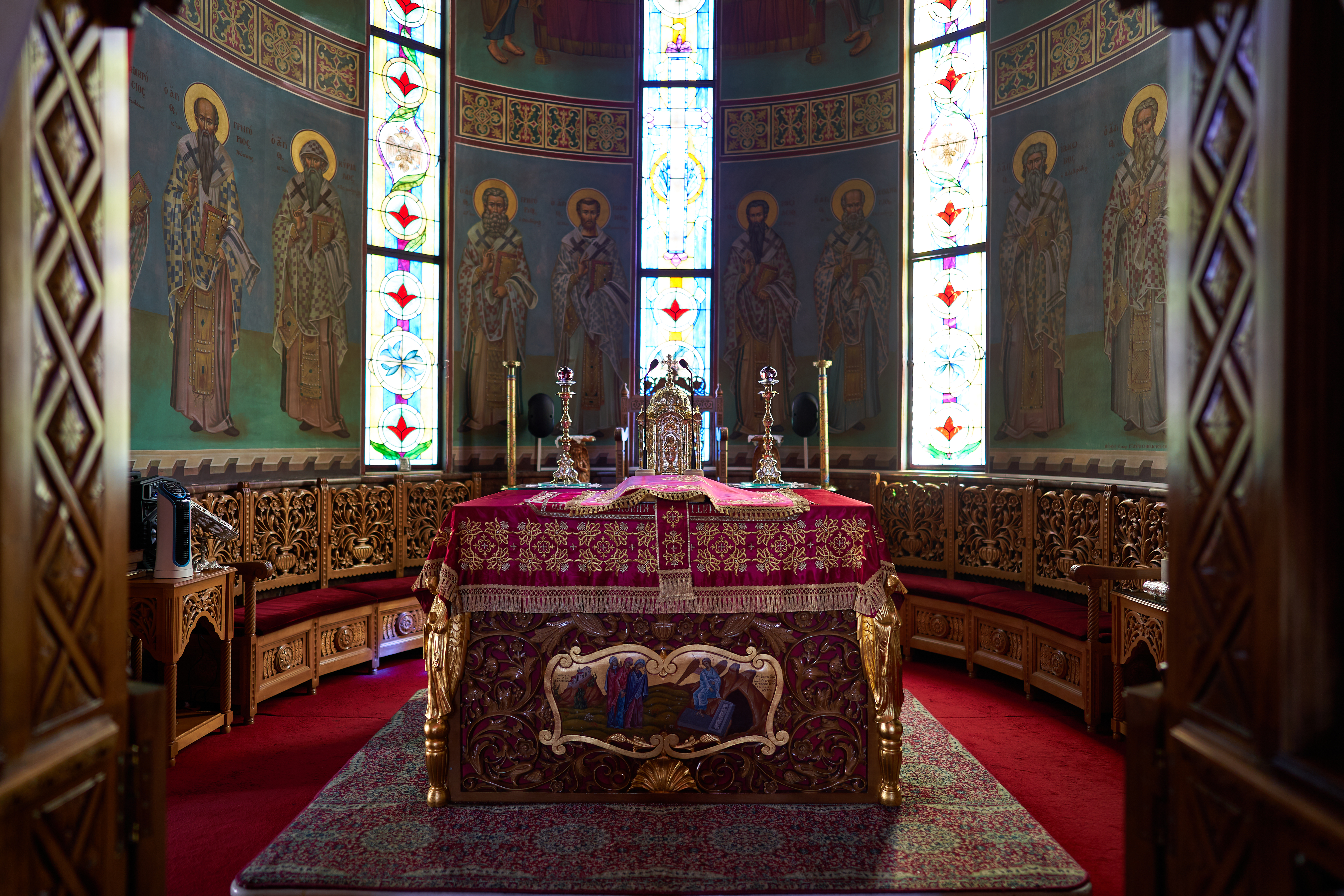
Altaret.
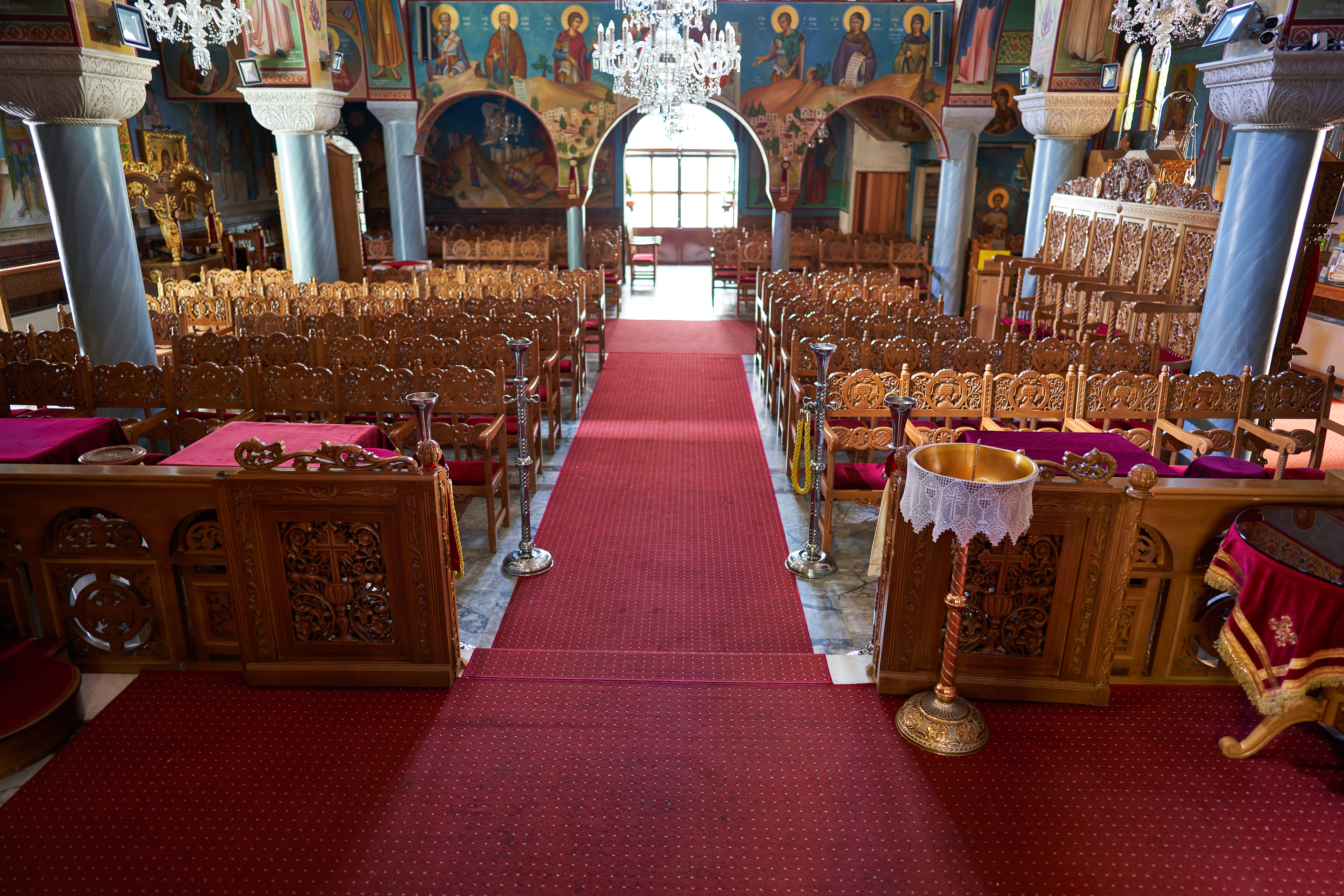
Interiören mot utgången.